# Coryphantha pseudonickelsiae
Coryphantha pseudonickelsiae, conocido comúnmente como biznaga partida de Indé, es una especie de planta suculenta perteneciente al género Coryphantha, dentro de la familia Cactaceae. Es endémica del noreste de México (concretamente de los estados mexicanos de Durango, Chihuahua y Coahuila).

## Descripción

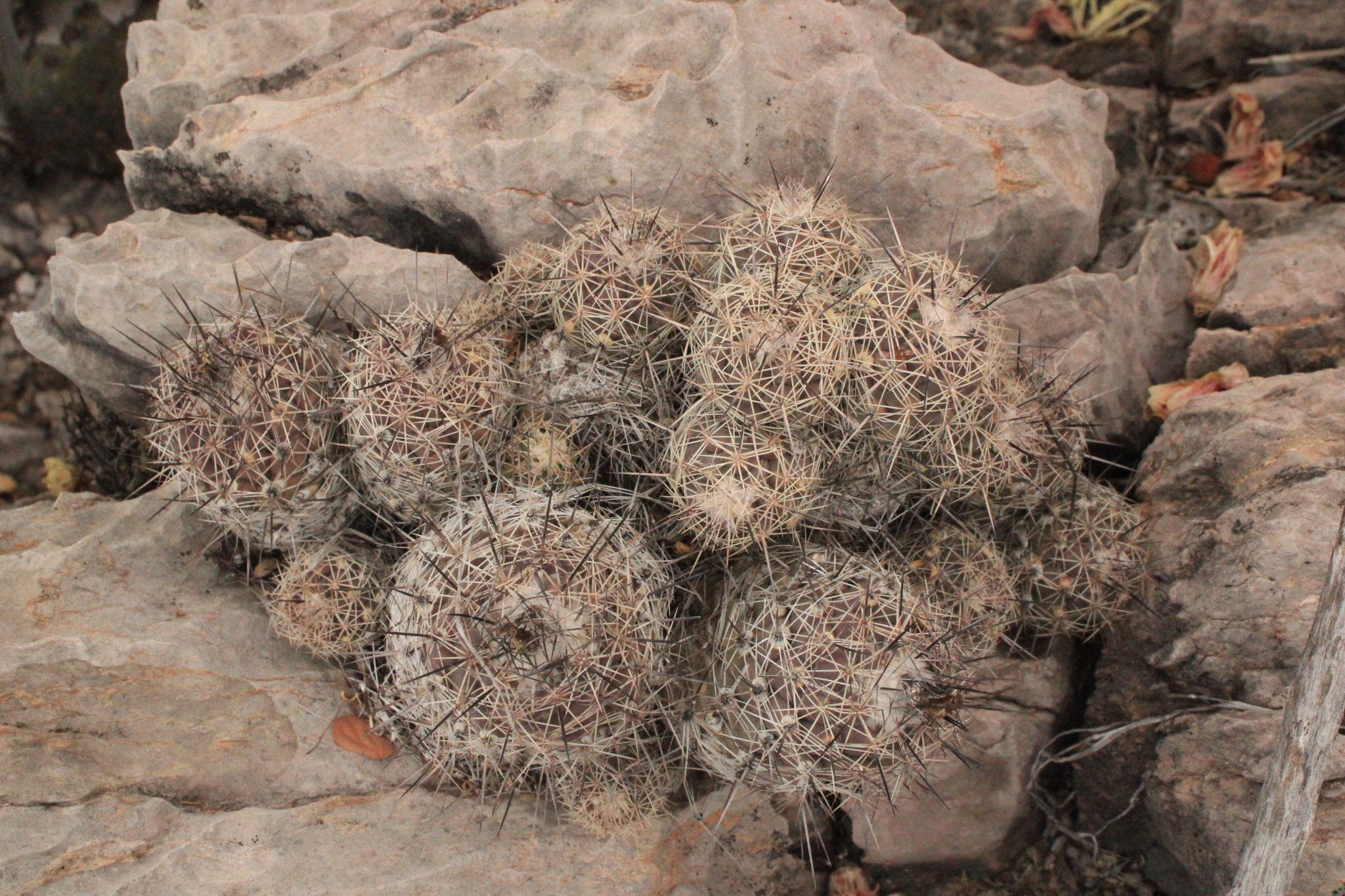
Planta en su hábitat

Coryphantha pseudonickelsiae es una especie de cactus que aunque puede crecer de forma solitaria, normalmente se ramifica desde la base y forma grupos. Los tallos son esféricos y tienen la epidermis de color verde lima. Alcanzan alturas de 5 a 7 cm y diámetros de hasta 6 cm, con las raíces pivotantes difusas o cortas. Tienen el ápice deprimido y cubierto de lana blanca.
Los tallos están cubiertos de tubérculos que aunque al principio son cónicos, luego se vuelven piramidales redondeados y se disponen en series de 8 a 13. Están alargados hacia arriba y miden de 1 a 1,2 cm de largo, con la base de 1,5 cm. Tienen un surco pronunciado en la superficie superior, sus axilas solo son lanosas las que están cerca del ápice del tallo y a veces presentan glándulas de néctar.
En la punta de los tubérculos se asientan areolas redondas de hasta 2 mm de ancho y tienen lana blanca en su juventud. Tienen una única espina central que a veces aparece muy tarde o incluso no en todas las areolas. Al principio es de color negra y luego se torna blanca grisácea y moteada con la punta negra. Mide de 1,5 a 2 cm de largo, es recta, curvada hacia abajo, gruesa y rígida. También tiene de 14 a 18 espinas radiales, de color blanco grisáceo, rectas y aciculares. Miden de 1,2 a 1,6 cm de largo, donde las 2 o 3 superiores están más juntas y son de color marrón (aunque luego se vuelven grises desde la base), y las inferiores de color cuerno y curvadas en el ápice.
Las flores son casi apicales y tienen forma de embudo. Miden 3,5 cm de ancho, 3 cm de largo y son de color amarillo pálido (a veces rosadas y rojizas en los márgenes). Los filamentos y las anteras son de color amarillo.
Los frutos son verdes, miden hasta 2 cm de largo y 0,8 cm de diámetro. Son jugosos y tienen restos florales adheridos. La semilla es reniforme, de color pardo y con la testa reticulada. Mide aproximadamente 1,5 mm de largo y 1 mm de ancho.

## Distribución y hábitat
El área de distribución nativa de esta especie es noreste de México (concretamente en los estados mexicanos de Durango, Chihuahua y Coahuila) y crece principalmente en biomas desérticos o de matorral seco.
Habita en las laderas de las colinas, sobre suelos de grava de origen volcánico.

## Taxonomía
Coryphantha pseudonickelsiae fue descrita por el botánico alemán Curt Backeberg  y publicada por primera vez en la revista científica Blätter für Sukkulentenkunde 1: 8 en 1949.
Etimología
- Coryphantha: nombre genérico que deriva del griego coryphe (que significa 'cima' o 'cabeza'), y anthos (que significa 'flor'), haciendo referencia a que las flores aparecen en el ápice de los tallos.
- pseudonickelsiae: epíteto específico que deriva de la palabra griega pseudeo (que significa 'falso'), haciendo referencia a su similitud con Coryphantha nickelsiae.[6]

## Estado de conservación
En la Lista Roja de Especies Amenazadas de la UICN, la especie está clasificada como de “Preocupación Menor (LC)” y no se le conoce ninguna amenaza importante.

## Usos
Coryphantha pseudonickelsiae se cultiva principalmente con fines ornamentales, tanto en colecciones especializadas como en jardines de cactus y suculentas. Presenta una elevada sensibilidad al exceso de riego, por lo que requiere un sustrato bien drenado y mineral, con escasa materia orgánica. Para evitar problemas de pudrición, debe mantenerse prácticamente seca durante el invierno y regarse con moderación solo en la temporada de crecimiento, asegurando siempre que el sustrato se seque entre riegos.
Esta especie necesita pleno sol para crecer de forma saludable y desarrollar una buena estructura, espinas fuertes y floración abundante. Tolera bien las bajas temperaturas, resistiendo hasta -16 °C durante periodos cortos si el suelo permanece seco. Florece de manera relativamente temprana en comparación con otros cactus, aunque puede tardar entre 8 y 10 años en alcanzar su tamaño y forma característicos.
Es recomendable cultivarla en macetas profundas, con buen drenaje, o en rocallas soleadas si el clima es seco. Para mantenerla libre de plagas y enfermedades, se aconseja buena ventilación, exposición solar adecuada y evitar ambientes húmedos. La propagación se realiza mediante semillas, que deben sembrarse en primavera sobre sustratos porosos y mantenerse ligeramente húmedos hasta la germinación.

## Galería

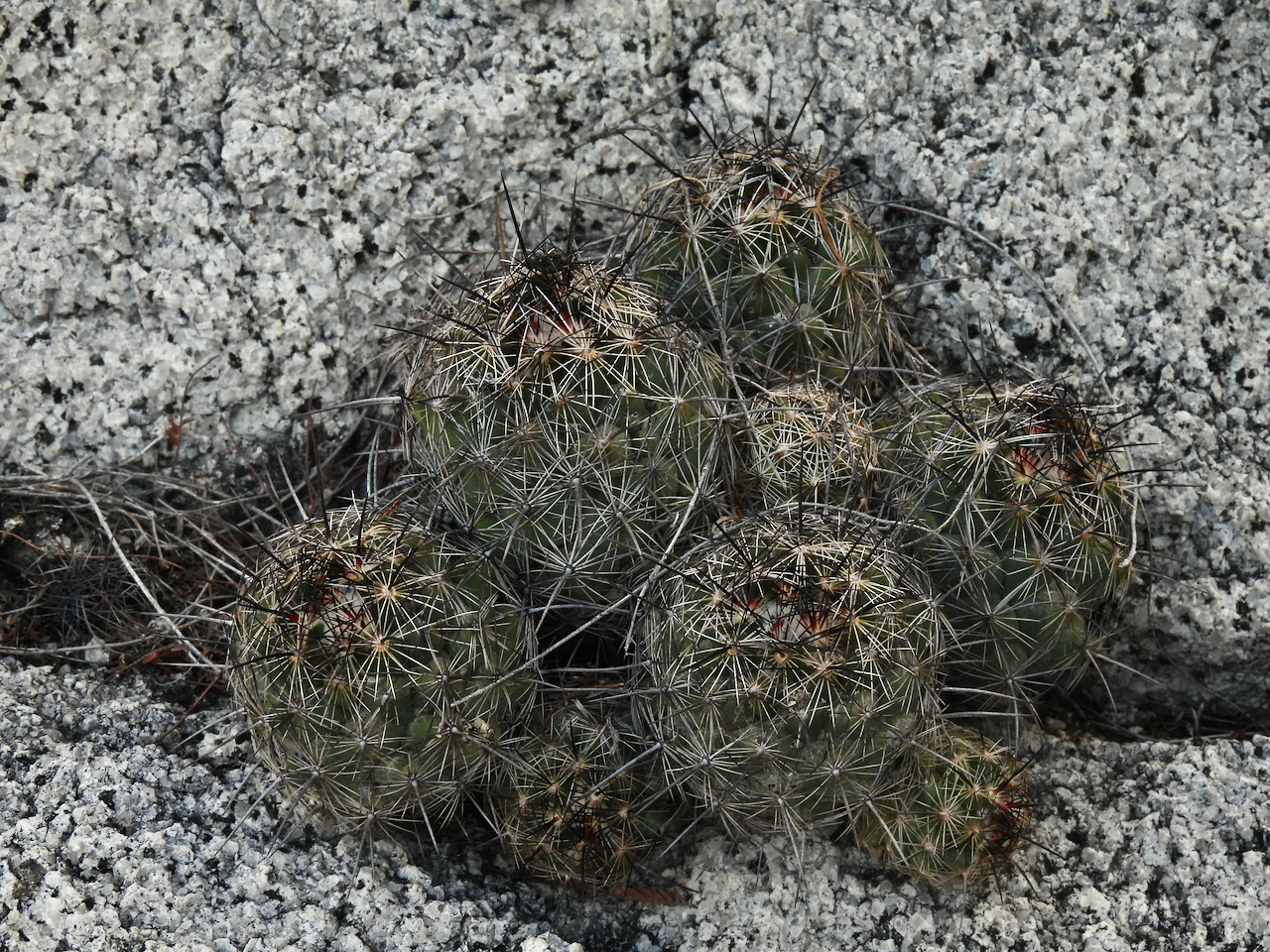
Grupo de plantas
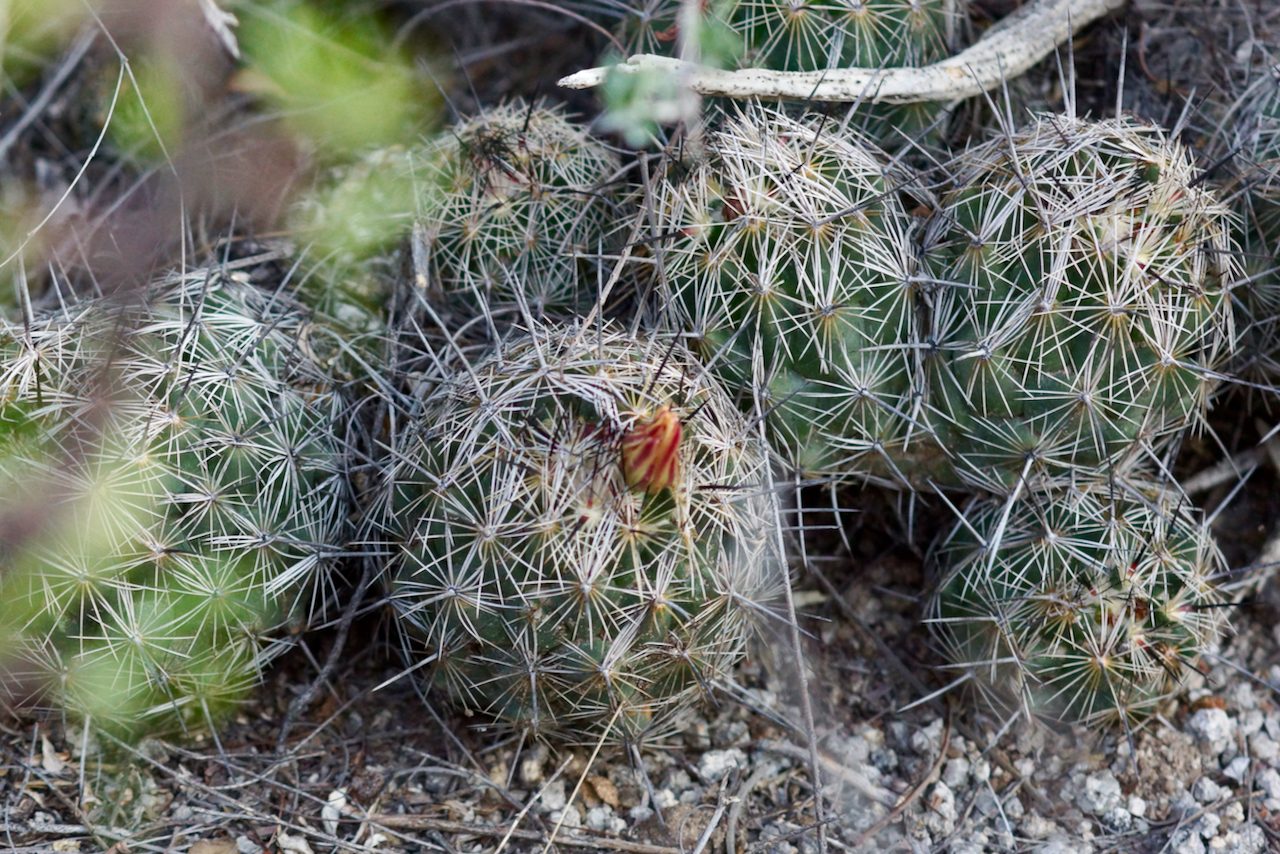
Planta con un botón floral
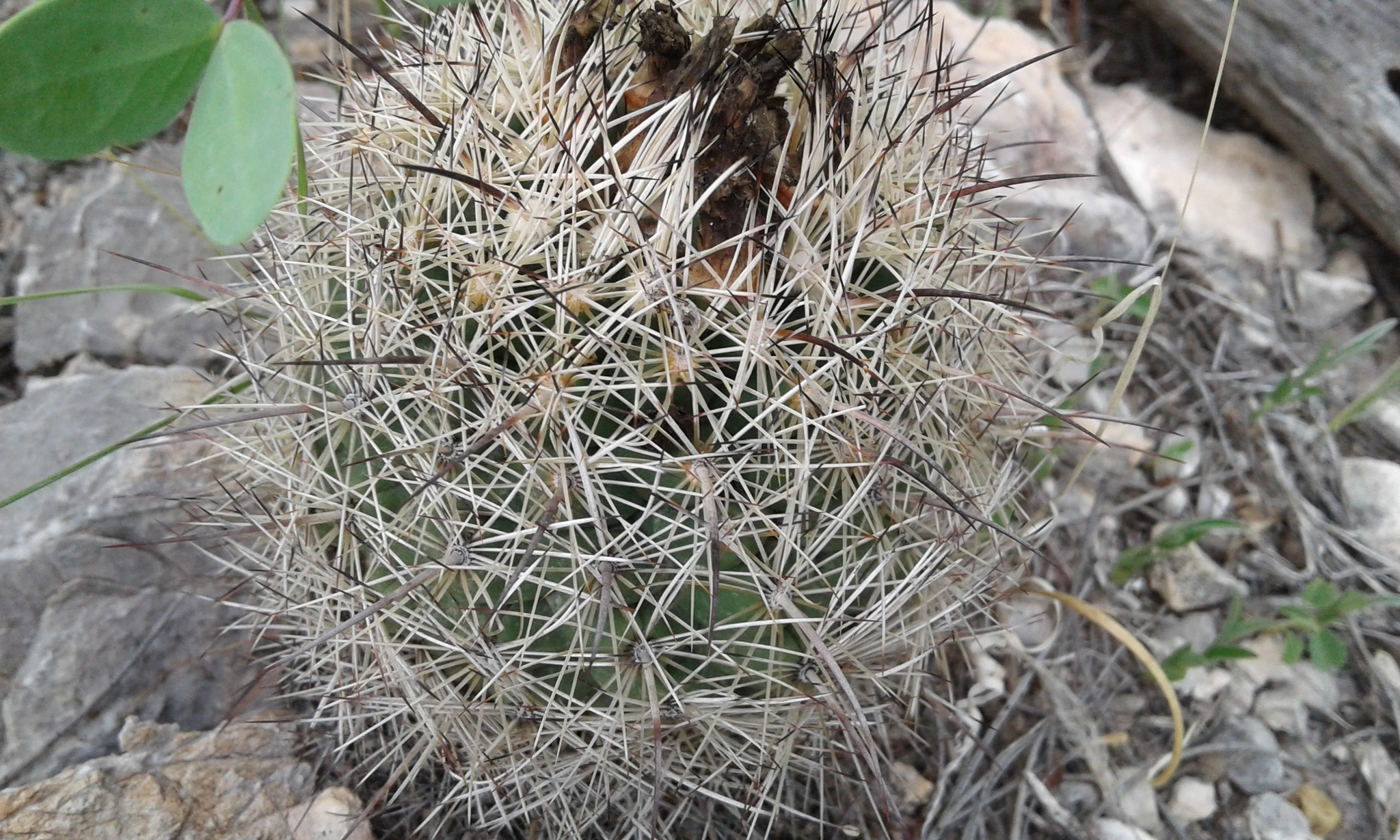
Detalle del fruto
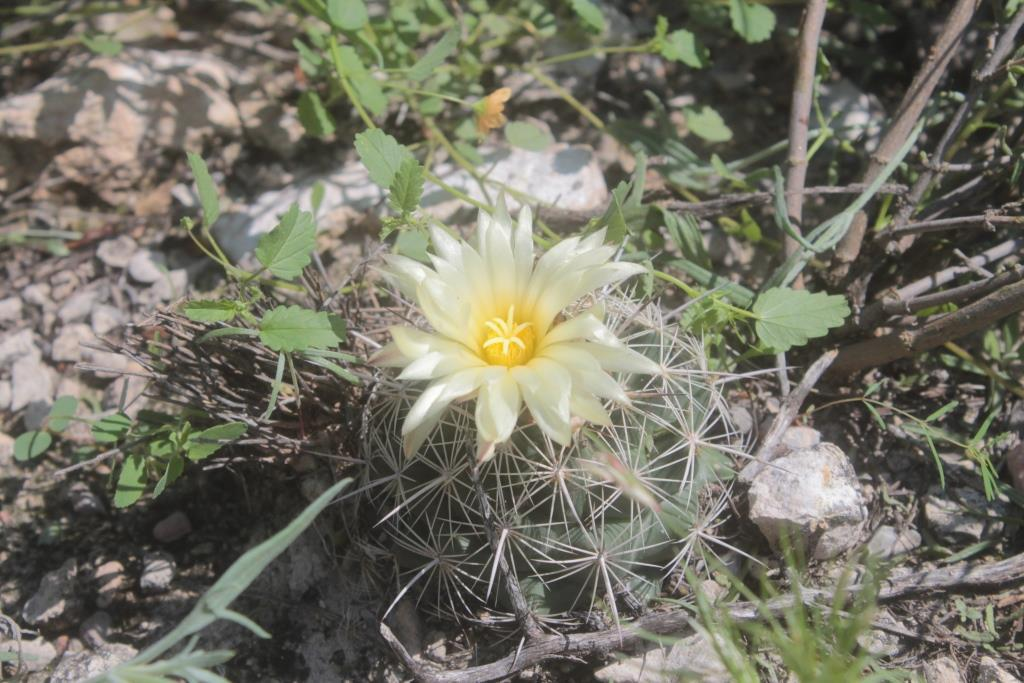
Planta en flor
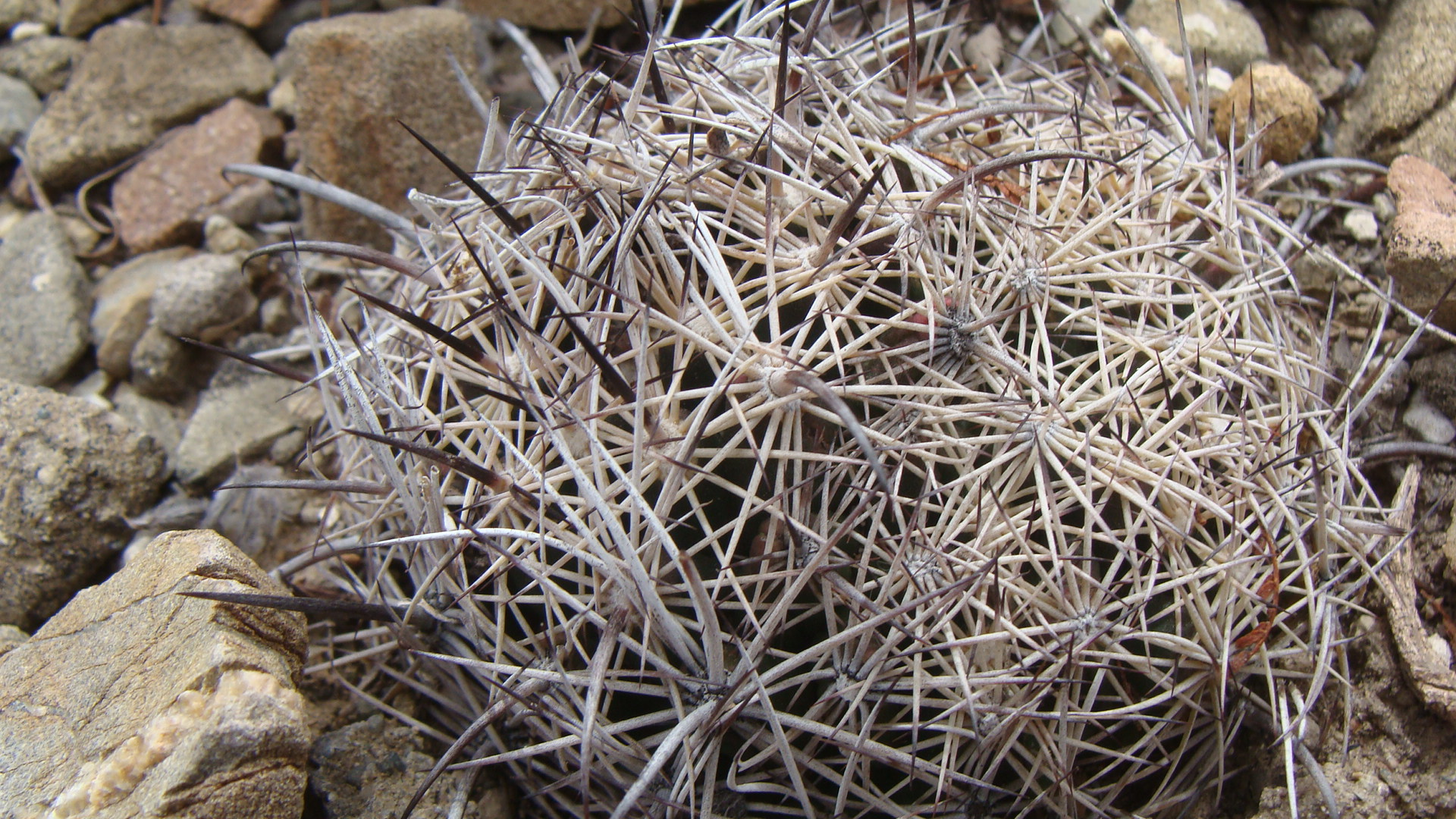
Detalle de las espinas